# Миколаївгаз
АТ «Миколаївга́з» — акціонерне товариство зі штаб-квартирою в м. Миколаєві, яке займається розподіленням, транспортуванням та постачанням газу в Миколаївській області.

## Історія
У 1963 році створено виробничо-експлуатаційну контору газового господарства «Миколаївгаз». У 1972 році створено обласне управління з експлуатації газового господарства «Миколаївгаз». 1991 року виробниче об'єднання «Миколаївгаз» перетворене у державне підприємство.
У 1994 році ДП «Миколаївгаз» було реорганізовано у ВАТ. У 2010 році акціонерне товариство набуло статусу ПАТ і було перетворене в ПАТ «Миколаївгаз».
До серпня 2023 року АТ «Миколаївгаз» належало ПрАТ «Газтек», фактичним власником підприємства був Дмитро Фірташ.
15 серпня 2023 року, згідно повідомлення пресслужби ТОВ «Газорозподільні мережі України», АТ «Миколаївгаз» перейшло під державне управління групи компаній НАК «Нафтогаз України» та увійшло до складу ТОВ «Газорозподільні мережі України».

## Структура
- Миколаївське відділення: Миколаївська дільниця, Жовтнева дільниця, Очаківська дільниця, Березанська дільниця;
- Баштанське відділення: Березнегуватська дільниця, Снігурівська дільниця, Казанківська дільниця, Новобузька дільниця;
- Вознесенське відділення: Веселинівська дільниця, Доманівська дільниця, Новоодеська дільниця, Єланецька дільниця;
- Первомайське відділення: Врадіївська дільниця, Братська дільниця[5].